# Vronskiy
Die Vronskiy war ein Fährschiff der spanischen Acciona Trasmediterranea, das 1978 als Prinses Beatrix für die niederländische Stoomvaart Maatschappij Zeeland in Dienst gestellt wurde. Sie stand zuletzt seit 2013 hauptsächlich auf der Strecke von Almería nach Oran im Einsatz. Im Januar 2021 ging das seit Beginn der COVID-19-Pandemie ausgemusterte Schiff zum Abbruch ins türkische Aliağa.

## Geschichte
Die Prinses Beatrix entstand unter der Baunummer 959 in der Verolme Scheepswerf Heusden in Heusden und lief am 14. Januar 1978 vom Stapel. Nach der Übernahme durch die Stoomvaart Maatschappij Zeeland am 24. Juni 1978 nahm das von Sealink bereederte Schiff am 29. Juni 1978 den Fährbetrieb auf der Strecke von Hoek van Holland nach Harwich auf.
Am 1. Oktober 1985 wurde die Prinses Beatrix an die französische Reederei Brittany Ferries verkauft und bis Mai 1986 weiter von der Stoomvaart Maatschappij Zeeland eingesetzt, ehe sie im Mai 1986 in Duc de Normandie umbenannt und in Rotterdam modernisiert wurde. Am 5. Juni 1986 nahm das Schiff den Dienst für Brittany Ferries auf der Strecke von Caen nach Portsmouth auf.
Am 10. Juli 2002 wechselte die Duc de Normandie auf die Strecke von Roscoff nach Plymouth, ehe sie am 30. September 2004 außer Dienst gestellt und in Caen aufgelegt wurde. Im November 2004 wurde das Schiff nach Danzig überführt und dort weiter aufgelegt.

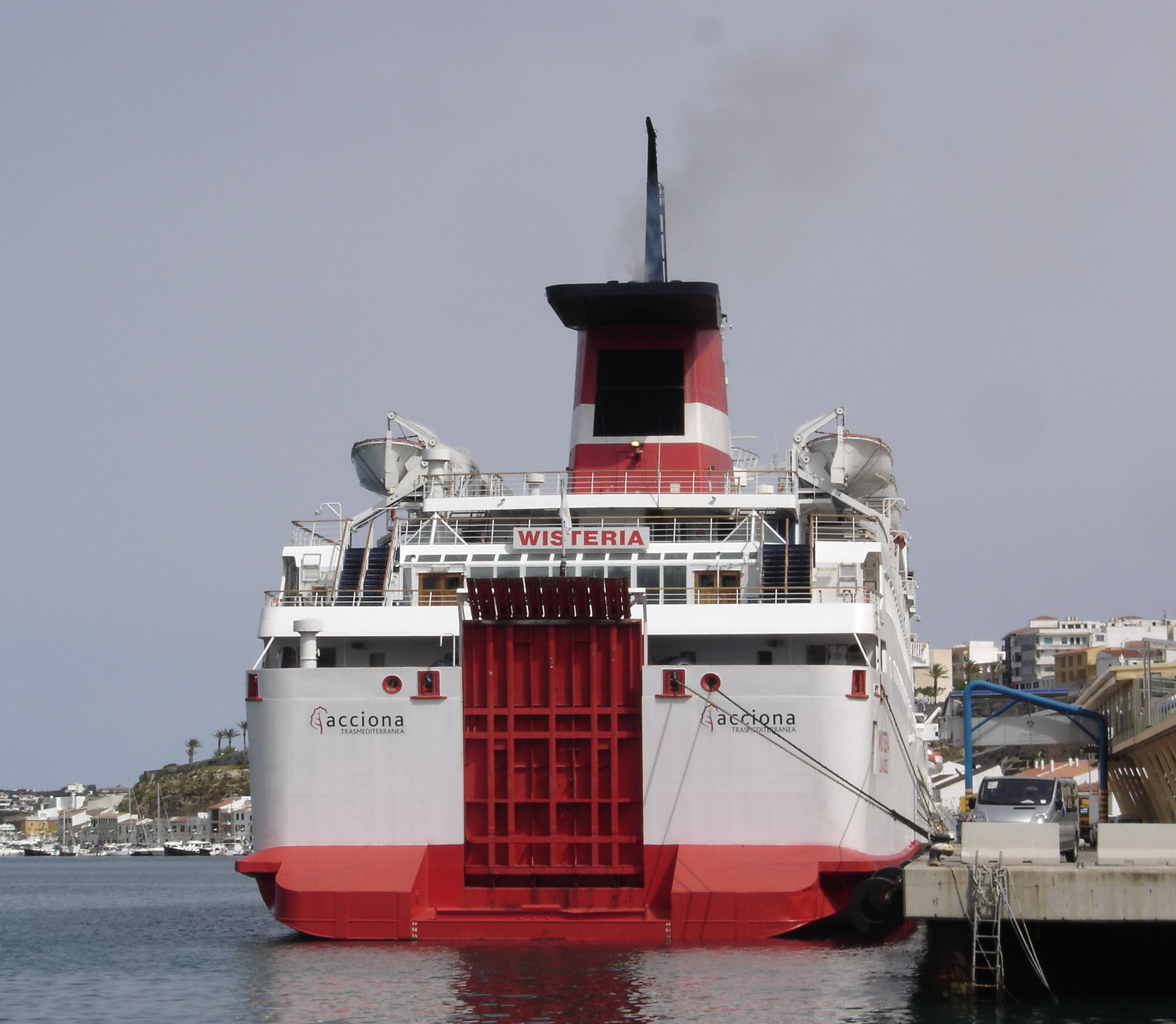
Als Wisteria im April 2010

Im März 2005 ging die Duc de Normandie in den Besitz der belgischen Transeuropa Ferries über, die sie in Wisteria umbenannten und an die marokkanische Reederei Ferrimaroc vercharterten. Nach Umbauarbeiten in Ostende wurde das Schiff am 30. März 2005 auf der Strecke von Almería nach Nador in Dienst gestellt.
Nach Auslaufen der Charter im Oktober 2005 nahm die Wisteria im November 2005 den Dienst für Transeuropa Ferries zwischen Ostende und Ramsgate auf. Bereits im Januar 2006 wurde das Schiff jedoch bereits wieder aufgelegt und im Februar an die spanische Acciona Trasmediterranea verchartert. Am 9. März 2006 nahm die Wisteria den Dienst zwischen Barcelona, Palma, Ibiza und Mahón auf. In den folgenden Jahren wechselte das Schiff mehrfach seine Dienststrecke, lief jedoch am häufigsten den Hafen von Almeria an. Am 28. Juli 2007 wurde es bei einer Kollision mit dem Fähranleger in Almeria schwer beschädigt.
Nach der Insolvenz von Transeuropa Ferries ging die Wisteria im April 2013 in den Besitz der in Slowenien ansässigen Nizhniy Shipping Ltd. über, die sie unter dem neuen Namen Vronskiy weiter an Acciona vercharterten. Das Schiff wurde seitdem auf der Strecke von Almería nach Oran eingesetzt. Zuletzt lief es seit Februar 2020 unter Charter für FRS Iberia auf der Strecke zwischen Motril und Melilla. Aufgrund der beginnenden COVID-19-Pandemie war dieser Dienst jedoch nur kurzlebig: Im März 2020 wurde die Vronskiy ausgemustert und in Motril aufgelegt. Nach Auslaufen des Chartervertrags mit FRS Iberia ging sie im November 2020 an ihre Eigentümer zurück, kam jedoch nicht wieder in Fahrt. Stattdessen traf das Schiff am 13. Januar 2021 unter dem Überführungsnamen Damla vor Aliağa ein, wo es am 18. Januar zum Abbruch auf den Strand gezogen wurde.